# Huyện Chuadanga
Chuadanga là một huyện thuộc division Khulna, Bangladesh. Huyện này có diện tích 1158 km², dân số năm 2002 là 987382 người, mật độ dân số là 853 người/km².